# Ихрек Режеб
Режеб Ихрек (азерб. İhrək Rəcəb; 1680, Ихрек, Ширванское бейлербейство, Сефевидское государство — 1760) — азербайджанский поэт XVIII века рутульского происхождения.

## Творчество
Ведущее место в творчестве Режеба Ихрекского занимает любовная лирика, отличительной чертой которой является то, что она посвящена девушке по имени Хури. Согласно народным преданиям, поэт любил девушку по имени Хури из аула Шиназ. Но её родители отказали Режебу и отдали девушку за богатого человека. Сложенные под впечатлением пережитого, стихи поэта о любви пронизаны острым драматизмом. Любовная линия Режеба делится на несколько циклов:
- Стихотворения, в которых субъект занят только самораскрытием.

- Произведения в которых описывается объект, не раскрывая чувств субъекта.

- Стихотворения, в которых субъект занят самораскрытием и воспеванием объекта.

- Произведения, в которых раскрывается состояние субъекта через отношения к объекту.

К первой группе относятся стихотворения: «Söylərəm» («Скажу»), «Mənəm mən» («Это я»), «Mən» («Я»). В них главное место занимает состояние лирического героя, сопровождающееся грустью, тоской. Произведения, относящиеся к первой группе, отличаются тем, что в них отсутствует ярко выраженный объект — он будто растворён во времени и пространстве. Соответственно не подчеркивается и отношение субъекта к объекту. Основное внимание концентрируется на самом субъекте.